# Milagros (canción)
Milagros es una canción interpretada por la cantante y compositora mexicana Alejandra Guzmán. La canción fue lanzada oficialmente el 3 de agosto del 2023 en plataformas digitales a través de la discográfica Universal Music.

## Lista de canciones

### Descarga digital[3]
- 'Milagros' - 3:33

## Vídeo musical
El vídeo fue dirigido por César Padilla y se muestra a la cantante en una mansión y viendo y recordando bellos momentos de su familia y en especial con su hija.
Se publicó a su canal VEVO en YouTube el mismo día de lanzamiento y hasta ahora alcanzó más de 10 millones de reproducciones desde su estreno.

## Posicionamiento en listas
| Lista (2022)            | Mejor posición |
| ----------------------- | -------------- |
| México (Monitor Latino) | 46             |
| México (Spotify Charts) | 97             |

## Historial de lanzamiento
| Región | Fecha               | Formato                     | Discográfica                            | Ref. |
| ------ | ------------------- | --------------------------- | --------------------------------------- | ---- |
| Varios | 3 de agosto de 2023 | Descarga digital, Streaming | Universal Music, Universal Music México |      |